# The psychedelic adventures of Mooch in the country of the yak
The psychedelic adventures of Mooch in the country of the yak is een studioalbum van Mooch. Delen van het album werden opgenomen terwijl Stephen Palmer een behoorlijke kou had opgelopen. Dat is wellicht de reden dat het album, zelfs in vergelijking tot ander albums van Mooch, behoorlijk zweverig klinkt. Het album verscheen in eerste instantie alleen op muziekcassette. In 2008 kwam er een cd-r-uitgave van. 

## Musici
- Stephen Palmer – alle muziekinstrumenten

## Muziek
| Nr. | Titel                                 | Duur  |
| --- | ------------------------------------- | ----- |
| 1.  | Flute machine                         | 11:50 |
| 2.  | Amateur hogs run amok without socks   | 3:23  |
| 3.  | Chief Goat of the dismal night        | 11:18 |
| 4.  | Yak tantrum                           | 4:18  |
| 5.  | The lice of doom speak their mind     | 5:22  |
| 6.  | Nineteen goblets of yaks milk yoghurt | 5:22  |
| 7.  | Death cap machine                     | 5:24  |
| 8.  | Along the trail of stones             | 4:06  |
| 9.  | Sparkling wake                        | 3:52  |
| 10. | Phantasmagoric mirror trip            | 12:05 |
| 11. | Slow yak meditation                   | 3:20  |